# Vojvođanska nogometna liga 1950.
Vojvođanska liga je bila liga petog stupnja nogometnog prvenstva Jugoslavije u sezoni 1950. 
 Sudjelovalo je 13 klubova, a prvak je bila "Senta". 

Liga je igrana od 12. ožujka do 24. rujna 1950. 

## Ljestvica
| mj. | klub                   | ut. | pob. | ner. | por. | gol+ | gol- | bod |
| --- | ---------------------- | --- | ---- | ---- | ---- | ---- | ---- | --- |
| 1.  | Senta                  | 24  | 15   | 2    | 7    | 59   | 38   | 32  |
| 2.  | Železničar Inđija      | 24  | 14   | 4    | 6    | 50   | 35   | 32  |
| 3.  | Budućnost Novi Sad     | 24  | 14   | 3    | 7    | 48   | 30   | 31  |
| 4.  | Bačka (Bačka Palanka)  | 24  | 14   | 2    | 8    | 63   | 35   | 30  |
| 5.  | Polet Sombor           | 24  | 13   | 2    | 9    | 60   | 43   | 28  |
| 6.  | Jedinstvo Bačka Topola | 24  | 12   | 3    | 9    | 50   | 34   | 27  |
| 7.  | Eđšeg Novi Sad         | 24  | 10   | 4    | 10   | 41   | 36   | 24  |
| 8.  | Proleter Bečej         | 24  | 9    | 5    | 10   | 36   | 54   | 23  |
| 9.  | Jedinstvo Vršac        | 24  | 8    | 6    | 10   | 46   | 65   | 22  |
| 10. | Bratstvo Subotica      | 24  | 8    | 4    | 12   | 45   | 55   | 20  |
| 11. | Železničar Zrenjanin   | 24  | 6    | 6    | 12   | 25   | 40   | 18  |
| 12. | Bratstvo Ada           | 24  | 6    | 4    | 14   | 38   | 50   | 16  |
| 13. | Srem Šid               | 24  | 3    | 3    | 18   | 23   | 73   | 9   |

- "Jedinstvo" iz Bačke Topole se navodi i kao "Eđšeg"

## Rezultatska križaljka
| kratica | klub                   | BAČ | BRAA | BRAS | BUD | EĐŠ | JEDBT | JEDV | POL | PRO | SEN | SREM | ŽELI | ŽELZ |
| --- | ---------------------- | --- | ---- | ---- | --- | --- | ----- | ---- | --- | --- | --- | ---- | ---- | ---- |
| BAČ | Bačka (Bačka Palanka)  |     |      |      |     |     |       |      |     |     |     |      |      |      |
| BRAA | Bratstvo Ada           |     |      |      |     |     |       |      |     |     |     |      |      |      |
| BRAS | Bratstvo Subotica      |     |      |      |     |     |       |      |     |     |     |      |      |      |
| BUD | Budućnost Novi Sad     |     |      |      |     |     |       |      |     |     |     |      |      |      |
| EĐŠ | Eđšeg Novi Sad         |     |      |      |     |     |       |      |     |     |     |      |      |      |
| JEDBT | Jedinstvo Bačka Topola |     |      |      |     |     |       |      |     |     |     |      |      |      |
| JEDV | Jedinstvo Vršac        |     |      |      |     |     |       |      |     |     |     |      |      |      |
| POL | Polet Sombor           |     |      |      |     |     |       |      |     |     |     |      |      |      |
| PRO | Proleter Bečej         |     |      |      |     |     |       |      |     |     |     |      |      |      |
| SEN | Senta                  |     |      |      |     |     |       |      |     |     |     |      |      |      |
| SREM | Srem Šid               |     |      |      |     |     |       |      |     |     |     |      |      |      |
| ŽELI | Železničar Inđija      |     |      |      |     |     |       |      |     |     |     |      |      |      |
| ŽELZ | Železničar Zrenjanin   |     |      |      |     |     |       |      |     |     |     |      |      |      |
| |                        |     |      |      |     |     |       |      |     |     |     |      |      |      |
| podebljan rezultat - utakmice od 1. do 13. kola (1. utakmica između klubova) rezultat normalne debljine - utakmice od 14. do 26. kola (2. utakmica između klubova) rezultat nakošen - nije vidljiv redoslijed odigravanja međusobnih utakmica iz dostupnih izvora rezultat nakošen i smanjen * - iz dostupnih izvora nije uočljiv domaćin susreta prekrižen rezultat - poništena ili brisana utakmica p - utakmica prekinuta 3:0 p.f. / 0:3 p.f. - rezultat 3:0 bez borbe n.i. - nije igrano |                        |     |      |      |     |     |       |      |     |     |     |      |      |      |

 Izvori: 

## Unutrašnje poveznice
- Srpska liga 1950.